# Система футбольных лиг Словении
Система футбольных лиг Словении насчитывает пять уровней. Высшим уровнем является Первая лига, победитель которой участвует в Лиге чемпионов УЕФА. Ниже идёт Вторая лига, победитель которой выходит в Первую лигу. Третья лига состоит из двух групп, победители которых выходят во Вторую лигу. На низших ступенях находятся объединения Словенских региональных лиг (лиги Приморья, Любляны, Штирии, Гореньски, Прекмурья и Птуя) и Словенских межкоммунных лиг (14 чемпионатов словенских коммун).

## Структура
| Уровень | Лига или дивизион                         |
| ------- | ----------------------------------------- |
| 1       | Первая Лига Словении 10 клубов            |
| 2       | Вторая Лига Словении 10 клубов            |
| 3       | Третья Лига Словении 2 группы (14 клубов) |
| 4       | Региональные лиги Словении 6 групп        |
| 5       | Межкоммунные лиги Словении 8 групп        |